# Montbrió del Camp
Montbrió del Camp – gmina w Hiszpanii, w prowincji Tarragona, w Katalonii, o powierzchni 10,58 km². W 2011 roku gmina liczyła 2515 mieszkańców.